# Snežeče
Snežeče so naselje v Občini Brda.